# Ernst Kalinka
Ernst Kalinka (* 5. Februar 1865 in Wien; † 15. Juni 1946 in Hall in Tirol) war ein österreichischer Klassischer Philologe und Epigraphiker, der von 1903 bis 1935 als Professor an der Universität Innsbruck wirkte.

## Leben
Ernst Kalinka besuchte das Schottengymnasium und studierte anschließend an der Universität Wien. Anfangs schwankte er zwischen Rechtswissenschaft, Theologie und Philologie, bis ihn Karl Schenkl und insbesondere Otto Benndorf für die Klassische Philologie gewannen. Nach der Promotion zum Dr. phil. (1889) legte er im selben Jahr die Lehramtsprüfung für die Fächer Griechisch, Latein und Deutsch ab. Anschließend absolvierte er sein Probejahr am Gymnasium in Wien IX; 1890 legte er zusätzlich die Prüfung in philosophischer Propädeutik ab.
In den folgenden Jahren unternahm Kalinka Forschungsreisen, hauptsächlich im Mittelmeerraum. Von 1890 bis 1891 bereiste er Deutschland, Frankreich, Italien und Griechenland, 1892 begleitete er Otto Benndorf auf seiner dritten Lykienreise. In Lykien blieb Kalinka zunächst bis 1894, um im Auftrag der Kaiserlichen Akademie der Wissenschaften zu Wien die kleinasiatischen Inschriften zu sammeln.
1894 wurde Kalinka an die neu gegründete Sektion der Akademie in Konstantinopel berufen. Im Auftrag von Rudolf Heberdey bereiste er Kleinasien und die europäische Türkei (Thrakien). 1896 kehrte Kalinka nach Wien zurück, wo er sich für Klassische Philologie habilitierte und seine Frau Wera heiratete. Gemeinsam mit Eugen Bormann unternahm er 1897 eine Forschungsreise nach Bulgarien. Bei der Gründung des Österreichischen Archäologischen Instituts 1898 wurde er zum Sekretär ernannt.
Von 1900 bis 1903 hatte Kalinka eine ordentliche Professur für Klassische Philologie an der Universität Czernowitz inne. Dieser Lehrstuhl war für ihn nur eine Durchgangsstation. Seine Lebensstellung fand er als Ordinarius seines Faches an der Universität Innsbruck, wo er von 1903 bis zu seiner Emeritierung 1935 lehrte und forschte. Im akademischen Jahr 1905/06 fungierte er als Dekan der philosophischen Fakultät, 1910/11 als Rektor der Universität. In dieser Eigenschaft förderte er den Bau des neuen Universitätsgebäudes.
Als Schüler Otto Benndorfs gehörte Kalinka einer Generation der Wiener Schule der Altertumswissenschaft an, die Philologie, Archäologie und Epigraphik eng miteinander verflocht. Diese Prägung spiegelt sich in seinen wissenschaftlichen Arbeiten wie auch in seiner akademischen Lehre wider. Er verfasste zahlreiche Inschriftenpublikationen – die Bände der Tituli Asiae Minoris (1920–1944) sind eines seiner Hauptwerke – ebenso wie Studien und kommentierte Ausgaben zu lateinischen und griechischen Autoren. Er verfasste Beiträge über Handschriftenkunde, Papyrologie, Religionswissenschaft, Verslehre und zum römischen Militärwesen. Kalinka war Mitglied zahlreicher wissenschaftlicher Gesellschaften, darunter des Österreichischen, Russischen, Bulgarischen und Deutschen Archäologischen Instituts, der Griechischen Gesellschaft in Konstantinopel und der Akademie der Wissenschaften zu Wien, die ihn 1911 zum korrespondierenden, 1927 zum ordentlichen Mitglied wählte.

## Veröffentlichungen (Auswahl)
- Titvli Lyciae lingva Lycia conscripti (= Tituli Asiae Minoris Bd. 1). Hoelder, Wien 1901 (Digitalisat).